# 卡爾布科
卡爾布科是智利的城鎮，位於該國中南部，由湖大區的蘭奇胡亞省負責管轄，始建於1603年5月，面積590平方公里，2002年人口31,070，人口密度每平方公里52.7人。

## 外部連結
- （西班牙文） Municipality of Calbuco（页面存档备份，存于）

41°46′S 73°08′W / 41.767°S 73.133°W